# Europump
L'Europump è l'associazione dei fabbricanti europei di pompe, la cui Segreteria Generale dal 1992 ha sede a Bruxelles.

## Storia
Nata nel 1950 inizialmente come commissione tecnica della Association Française des Constructeurs des Pompes (allora denominata S.C.P.) insieme con la Fachgemeinschaft Pumpen. Poco dopo si aggiunsero le corrispondenti associazioni belga e italiana e nel 1959 divenne un ente di portata europea prendendo il nome, l'anno successivo, di Europump.

## Associazioni partecipanti
Attualmente (2010) Europump comprende 18 membri da altrettante nazioni Europee. Questi membri sono associazioni nazionali di costruttori di pompe, i quali rappresentano oltre 450 aziende, per un fatturato annuale complessivo di oltre 6 miliardi di Euro.
- FMMI Fachverband MASCHINEN & METALLWAREN Industrie
- Agoria
- Czech Pump Manufacturers' Association - CPMA
- Association of Danish Pump Manufacturers
- VDMA - Fachverband Pumpen + Systeme
- The Federation of Finnish Technology Industries
- Profluid - Association française des pompes et agitateurs, des compresseurs et de la robinetterie
- Union of Greek Metal Industries
- Assopompe
- Holland Pomp Groep
- PL STOWARZYSZENIE PRODUCENTÓW POMP
- RO APPR
- RU Russian Pump Manufacturers' Association - RPMA
- ES Asociacion Espanola de Fabricantes de Bombas para Fluidos
- SWEPUMP The Swedish Pump Supplier's Association
- The Swiss Mechanical and Electrical Engineering Industries
- POMSAD - Türk Pompa ve Vana Sanayicileri Derneği (Turkish Pump & Valve Manufacturers' Association)
- The British Pump Manufacturers' Association (BPMA)

## Struttura
Europump è organizzata in Commissioni:

### Standard
Si occupa della standardizzazione e delle unificazione a livello europeo della nomenclatura tecnica specifica per il settore delle pompe.
Effettua un'attività di armonizzazione fra i diversi standard nazionali.

### Pubblicazioni e pubbliche relazioni
Cronologicamente una delle prime commissioni, nata con lo scopo di compilare un vocabolario tecnico multilingue che attualmente consistente nei volumi:
- Pump Classifications
- Names of Pump Components